# Kaplica św. Tekli w Wokolidzie
Kaplica św. Tekli – nieistniejąca kaplica prawosławna we wsi Wokolida (tur. Bafra), na Cyprze Północnym.
Kaplica została wzniesiona w 1907 na brzegu Morza Śródziemnego dla upamiętnienia odnalezienia w tym miejscu ikony św. Tekli. Budowla składała się z jednego pomieszczenia krytego sklepieniem, z dobudowanym później przedsionkiem. Jej ściany zdobiły freski.
Budynek świątyni został zniszczony 2 maja 2011 w czasie budowy w jej sąsiedztwie luksusowego hotelu Arka Noego. Policja Cypru Północnego aresztowała operatora buldożera bezpośrednio odpowiedzialnego za zniszczenie obiektu oraz kierownika budowy hotelu.
Zdaniem przedstawicielstwa Cypryjskiego Kościoła Prawosławnego przy Unii Europejskiej zniszczenie kaplicy w Wokolidzie było kolejnym aktem systematycznego niszczenia prawosławnych greckich obiektów sakralnych w tureckiej części Cypru.